# Salame di patate

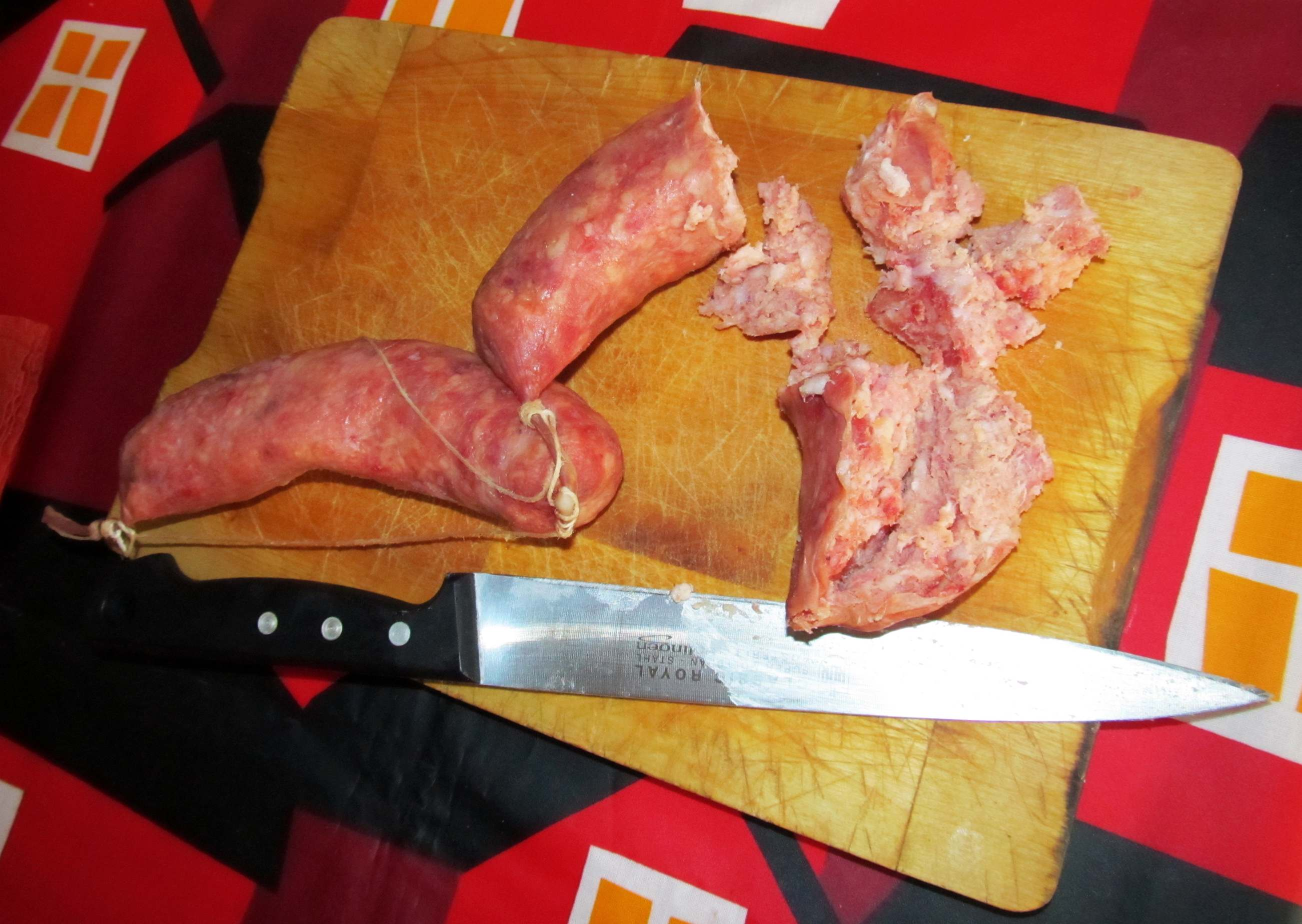
Salampatata.

Le salame di patate ou salampatata (saucisson de pommes de terre) est une charcuterie traditionnelle italienne reconnue comme produit agroalimentaire traditionnel (PAT).
C'est une spécialité du Piémont, où il est produit en particulier dans le Canavais et dans certaines zones du Biellese.
Ce produit a également reçu le label Denominazione communale d'origine (De.co.) (appellation communale).

## Préparation
La saucisse est préparée avec des pommes de terre bouillies auxquelles on ajoute en les mélangeant, à l'aide d'un hachoir à viande, une égale quantité de viande de porc, pour moitié maigre et pour moitié grasse. Le mélange est en outre salé et assaisonné avec des épices en poudre, dont du poivre, de la cannelle, de la noix muscade et des clous de girofle, ainsi que des grains de poivre entiers.
Dans certains endroits, on ajoute aussi un peu de sang pour donner une couleur rose au produit. 
Le tout est ensuite ensaché dans un boyau de porc et enfin laissé reposer pendant une journée avant consommation
La production se fait pendant la saison froide, en principe entre septembre et avril.

## Consommation
Le salame di patate se consomme étalé sur des croûtons de pain, ou bien après réchauffage  au four, ou encore comme ingrédient d'une frittata (omelette). Il doit être conservé au réfrigérateur et consommé dans un délai d'une semaine.